# Camille Danel
Pour les articles homonymes, voir Danel.
Camille Danel est un joueur français de volley-ball né le 14 juillet 1988 à Villeneuve-d'Ascq (Nord). Il mesure 1,92 m et joue central.

## Clubs
| Club         | Pays   | De        | À         |
| ------------ | ------ | --------- | --------- |
| Tourcoing LM | France | 2007-2008 | 2008-2009 |

## Palmarès
- Championnat de France
  - Finaliste : 2009